# Хмельницький економічний університет
Хмельницький економічний університет — приватний заклад вищої освіти у місті Хмельницький.

## Місія та стратегія
Місія університету — забезпечення Подільського регіону фахівцями економічних спеціальностей, які будуть не просто виконавцями, а генераторами нових державотворчих ідей, творцями нової, заможної України.
Стратегія розвитку університету — сповідувати нову філософію підприємницької діяльності в умовах ринкової економіки, та здатність до аналітичного мислення в нестандартних умовах конкуренції.
Основна мета діяльності — всебічна і ґрунтовна підготовка фахівців з економіки, орієнтованих на вирішення завдань, пов'язаних з демократизацією економічної системи України та регіонально-кадрової політики.

## Історія
ПВНЗ «Хмельницький економічний університет» створено на базі Хмельницького приватного інституту бізнесу (ХПІБ), який засновано 21 травня 1992 року як навчальний заклад з новою освітньою спрямованістю, яка враховувала б сучасні ринково-економічні реалії.
На той час ХПІБ був першим приватним вищим навчальним закладом в м. Хмельницькому. 26 травня 2004 року ХПІБ було перейменовано в Приватний вищий навчальний заклад «Хмельницький економічний університет» (ПВНЗ «ХЕУ»).
1 вересня 1993 року в інституті почали роботу кафедри «Гуманітарних дисциплін», «Економіки», «Бізнесу та фундаментальних дисциплін» та «Обліку і аудиту».
23 червня 1993 року Міністерством освіти і науки України інституту було надало ліцензію на право розпочати освітню діяльність за ІІІ рівнем із спеціальності «Облік і аудит» для перепідготовки фахівців, що мають вже вищу освіту. У 1994 році на кафедрах інституту працювало 30 викладачів, із них — 3 професори і 19 кандидатів наук, доцентів. Інститут готував спеціалістів з бухгалтерського обліку і аудиту в промисловості, які можуть працювати в різних галузях народного господарства.
У 1995 році в інституті вже навчалося 200 студентів. Для навчального процесу орендовано нове приміщення, створено достатній аудиторний фонд і чотири кафедри, де працювало 20 викладачів та 10 співробітників. 29 червня 1995 року Міністерство освіти і науки України надає інституту ліцензію за ІІ рівнем акредитації із спеціальності «Облік і аудит».
В 1999—2000 роках інститут виріс кількісно і якісно. За власні кошти на аукціоні викуплено новий 5-ти поверховий навчальний корпус загальною площею 2000 м2. Це дозволило створити прекрасний читальний зал на 60 місць, наукову бібліотеку, яка нараховувала близько 25 тис. примірників наукових та навчальних видань, два комп'ютерні класи з найсучаснішим обладнанням.
В 2002 році в інституті навчалося близько 1000 студентів. В складі інституту працюють курси перепідготовки, три бізнес-класи у Красилові, Деражні та Волочиську. Відкрито заочні та вісім очних підготовчих курсів у Хмельницькому, Шепетівці, Городку, Дунаївцях, Новій Ушиці, Полонному, Старокостянтинові та Теофіполі.
У цьому ж році успішно завершено акредитацію спеціальності «Фінанси» по освітньо-кваліфікаційному рівню «Бакалавр». Розпочато підготовчу роботу з акредитації і ліцензування спеціальності «Економіка підприємства».
18 червня 2004 р. Хмельницький інститут бізнесу перейменовано в Приватний вищий навчальний заклад «Хмельницький економічний університет».

## Загальна характеристика
Є підготовчі курси з усіх спеціальностей. Форми навчання — Денна та заочна. Військової кафедри немає.
Кваліфікаційний рівень випускників: молодший спеціаліст, бакалавр, спеціаліст, магістр. ВНЗ надає диплом державного зразка. Аспірантури немає.
Післядипломна освіта: друга вища освіта, зі спеціальностей Облік і аудит, Фінанси, Економіка підприємства.
Хмельницький економічний університет є одним із провідних приватних вищих навчальних закладів Поділля.

## Структура
Факультет обліку і аудиту
- Кафедра обліку і аудиту
- Кафедра інформаційних технологій та вищої математики

Факультет фінансів
- Кафедра фінансів
- Кафедра гуманітарної підготовки

Факультет економіки
- Кафедра економіки підприємства
- Кафедра економічної теорії
- Кафедра маркетингу і менеджменту

Центр довузівської підготовки

## Керівництво
Засновником університету є Смоленюк Петро Степанович — кандидат економічних наук, професор, член Української Академії економічних наук та Української Академії економічної кібернетики, «Відмінник освіти України», кавалер ордену «За розбудову освіти» ім. М.Грушевського. Ректор — Смоленюк Руслан Петрович.
За 15 років Економічний університет випустив близько 2,5 тисяч висококваліфікованих фахівців, які успішно працюють на підприємствах різних форм власності нашого міста, області, регіону, країни.